# Rozeta (arhitektura)
Rozeta je arhitektonski element dekoracije u obliku ružinog cvijeta sa stiliziranim laticama koji se primjenjuje od romanike. Najčešće kao ukrasni prozor na crkvama i dvoranama.